# Ammopolia vinosa
Ammopolia vinosa là một loài bướm đêm trong họ Noctuidae.